# Deltaband
De Deltaband is een drumfanfare en samen met de Koninklijke Harmonie Ons Genoegen onderdeel van de Muziekvereniging Vlissingen in Vlissingen. De band is opgericht in 1963. De vereniging bestaat naast de Deltaband uit een harmonieorkest, het leerlingenorkest, de Jeugd-Deltaband en amusementsorkest Dikkûh Nekkû Bent. Beschermheer is de heer F. van de Velde.
Als onderdeel van de muziekvereniging werd in 1945 een drum- en signaalafdeling opgericht ter ondersteuning en begeleiding van de marsoptredens van het harmonieorkest. Op 13 april 1967 werd deze drumband omgevormd tot een trompetterkorps.
Grote animator en stuwende kracht hierbij was de heer Marinus Vuijk, onder anderen voormalig hoofdinstructeur Tamboers en Pijpers korps Mariniers.
In 1968 krijgt de band een chromatische bezetting met trombones en tuba's en neemt de naam 'Delta Band' aan. De band treedt op tijdens optochten en taptoes in binnen- en buitenland. In 1995 wordt de bezetting opnieuw uitgebreid met saxofoons en in 2008 met fluiten. Tot de hoogtepunten behoren de resultaten die zijn behaald op het Wereld Muziek Concours te Kerkrade in 1989, 1997 en 2009 en het Kampioenschap der Lage Landen uit 1996.
Een aparte groep wordt gevormd door de tamboers, die een traditioneel slagsysteem in stand houden dat gebaseerd is op zowel de Hollands School als Das Basler Trom Systeem.
De band staat onder leiding van dirigent Gerd Kleijberg. Verantwoordelijk voor de instructie en opleiding van de tamboers, de exercitie en choreograaf is Michel Broers.
Tijdens de marsoptredens en taptoes treedt de band op onder leiding van tambour-maître Jeffry Smeerdijk.
Als instructeurs hadden eerder de leiding:
- Marinus Vuijk
- Jaap Eversen
- Arnold Wensink
- Jack de Boo van Uijen
- Harry Broers
- Jacques Laroes
- Leon Linders
- Frank de Jong
- Guus Geusenbroek
- Dick Broers
- Jan Spruit
- Gerd Kleijberg

Tamboer- en exercitie-instructeurs waren eerder:
- Ad de Visser
- Dick Broers
- Peter de Punder
- Edgard Oosterom
- Peter de Punter
- David Nadin

Aparte exercitie-instructeurs:
- Dhr. Herreijgers
- Dhr. Kotvis

## Triviaal
- Oorspronkelijk was de band allen toegankelijk was voor mannen en jongens. In 1990 wordt in Vlissingen de drumfanfare Alpha opgeheven. Veel oud-leden daarvan, voornamelijk vrouwen, treden toe als lid van de Deltaband. Eén lid heeft om die reden zijn lidmaatschap opgezegd.

- Alpha was een afsplitsing van muziekvereniging Sint-Caecilia, die op zijn beurt weer een afsplitsing is van Ons Genoegen, waardoor het 'oude' Ons Genoegen in 1888 werd ontbonden.
- De naam Delta Band, naar Engelse gewoonte bewust gekozen voor twee losse woorden, wordt in de jaren tachtig door de pers vernederlandst tot Deltaband (aan elkaar). Deze schrijfwijze is ondertussen door de vereniging overgenomen.
- De Deltaband is begonnen als 'Trompetterkorps Ons Genoegen' met zowel natuur- als chromatische trompetten. Na toevoeging van andere instrumenten is niet alleen de naam gewijzigd, ook is de duiding Trompetterkorps veranderd in Drumfanfare.